# Анђелко Адамовић
Анђелко Адамовић (Црнајка, Мајданпек, 1892 - Ниш, 1942) био је четнички Војвода Крајински и један од првих организатора четничких одреда Косте Пећанца у Неготинској Крајини. Када је генерал Михаиловић одредио мајора Велимира Пилетића за организатора четничких снага на подручју Источне Србије, војвода Адамовић му се ставља на располагање и наоружава му људство.

## Други светски рат
Анђелко Адамовић је 13. септембра 1941. потписао споразум са Крајинским партизанским одредом о заједничкој борби против окупатора. Међутим, већ 22. септембра група партизана Крајинског одреда напада чету војводе Адамовића у Црнајки. Недељу дана касније четници војводе Адамовића напали су штаб Крајинског партизанског одреда на Стеванским ливадама код Сикола, опколивши партизане са три стране. У тој борби убијено је 11 партизана, а три је заробљено.
У јануару 1942, по налогу Немаца, Анђелко Адамовић бива ухапшен и спроведен за Ниш. Наредног месеца је стрељан. Био је један од малобројних стрељаних за кога су Немци касније допустили ексхумацију. Откопан је, однет у родну Црнајку и сахрањен на тамошњем гробљу.

## Галерија
- Четници војводе Адамовића у околини Неготина
- Војвода Анђелко са групом четника и локалним партизанским командантом Добривојем Недељковићем